# 宇都宮貞子
宇都宮貞子（うつのみや さだこ、1908年12月3日 - 1992年2月12日）は、日本の民俗学者、草花研究家、随筆家。

## 略歴
長野県長野市生まれ。旧制県立長野高等女学校卒。東京女子大学中退。民俗学の一環として野の草花を研究し、60歳以後多くの著作を執筆した。1984年エイボン教育賞受賞。1992年、脳梗塞のため死去。

## 著書
- 『草木覚書』草木と民俗の会 1968
- 『草木ノート』読売新聞社 1970
- 『山村の四季』創文社 1971
- 『草木おぼえ書』読売新聞社 1972
- 『八重葎帖』創文社 1973
- 『螢草抄』創文社 1975
- 『草木の話 秋・冬』読売新聞社 1977
- 『草木の話 春・夏』読売新聞社 1977
- 『たんたん滝水 村の自然と生活』創文社 1978
- 『雪の夜咄』東京新聞出版局 1980
- 『山にあそび野にあそぶ』東京新聞出版局 1980
- 『野山の十二カ月 (野外への扉)』評論社 1981
- 『草木抄 四季』熊田達夫写真 山と渓谷社 1981
- 『植物と民俗』民俗民芸双書 岩崎美術社 1982　岩崎書店、2004
- 『冬の草木』新潮文庫 1984
- 『夏の草木』新潮文庫 1984
- 『秋の草木』新潮文庫 1984
- 『春の草木』新潮文庫 1985
- 『科の木帖』文京書房 1990
- 『私の草木誌』筑摩書房 1991